# Università Nazionale Federico Villarreal
L'Università Nazionale Federico Villarreal o UNFV (in spagnolo: Universidad Nacional Federico Villarreal), è un'università del Perù, fondata nel 1963, con sede a Lima.
L'università disponde di un museo di Antropologia e Archeologia che forma parte del Centro Culturale Federico Villarreal.